# Бателич, Франка
Франка Бателич (хорв. Franka Batelić; (также известна как Франка) род. 7 июня 1992, Риека, Хорватия) — хорватская певица и автор песен. Победительница 1 сезона хорватского шоу Showtime, представительница Хорватии на песенном конкурсе Евровидение 2018.

## Биография
Франка Бателич родилась 7 июня 1992 года в городе Риека, Хорватия, в семье Ингрид и Дамира Бателич. Начала петь в возрасте 3-х лет. В 2007 году попробовала свои силы в первом сезоне шоу Showtime, где дошла до финала и победила. После победы в шоу Бателич подписала контракт с лейблом Hit Records, где ее победный сингл «Ovaj Daj» был официально выпущен.
В феврале 2018 стало известно, что Франка представит Хорватию на Евровидении 2018 с песней «Crazy». Франка выступила в первом полуфинале конкурса 8 мая, но в финал ей пройти не удалось.

## Личная жизнь
21 июля 2018 года певица вышла замуж за футболиста Ведрана Чорлуку. 5 января 2020 года у пары родился сын Виктор.